# Roye, Somme
Roye là một thị trấn ở tỉnh Somme trong vùng Hauts-de-France, Pháp.

## Địa lý
Thị trấn này tọa lạc tại giao lộ của các đường A1 autoroute và N17, bên bờ sông Avre, khoảng 30 dặm Anh về phía đông nam của Amiens.

## Dân số
| 1936                                                         | 1946 | 1962 | 1968 | 1975 | 1982 | 1990 | 1999 |
| ------------------------------------------------------------ | ---- | ---- | ---- | ---- | ---- | ---- | ---- |
| 4956                                                         | 4390 | 4912 | 5211 | 6265 | 6650 | 6333 | 6529 |
| Số liệu điều tra dân số từ năm 1962, dân số không tính trùng |      |      |      |      |      |      |      |